# Веранес, Сибелис
Сибелис Веранес Морелль (исп. Sibelis Veranes Morell; род. 5 февраля 1974, Сантьяго-де-Куба, Орьенте) — кубинская дзюдоистка средней весовой категории, выступала за сборную Кубы в середине 1990-х — начале 2000-х годов. Чемпионка летних Олимпийских игр 2000 года в Сиднее, чемпионка мира, чемпионка Панамериканских игр, четырёхкратная чемпионка панамериканских первенств, победительница многих турниров национального и международного значения.

## Биография
Сибелис Веранес родилась 5 февраля 1974 года в городе Сантьяго-де-Куба одноимённой провинции. Активно заниматься дзюдо начала с раннего детства, проходила подготовку под руководством тренера Роналду Вейтиа.
Первого серьёзного успеха на взрослом международном уровне добилась в 1996 году, когда попала в основной состав кубинской национальной сборной и побывала на панамериканском чемпионате в Сан-Хуане, откуда привезла награду золотого достоинства, выигранную в средней весовой категории. Два года спустя на аналогичных соревнованиях в Гвадалахаре повторила это достижение, ещё через год на панамериканском первенстве в Санто-Доминго вновь стала лучшей. В 1999 году добавила в послужной список золотые медали, полученные на Панамериканских играх в канадском Виннипеге и на чемпионате мира в английском Бирмингеме.
Благодаря череде удачных выступлений удостоилась права защищать честь страны на летних Олимпийских играх 2000 года в Сиднее — в среднем весе одолела здесь всех своих соперниц, в том числе предыдущую олимпийскую чемпионку Чо Мин Сон, и завоевала тем самым золотую олимпийскую медаль.
После сиднейской Олимпиады Веранес ещё в течение некоторого времени оставалась в основном составе дзюдоистской команды Кубы и продолжала принимать участие в крупнейших международных регатах. Так, в 2002 году она заняла второе место на командном чемпионате мира в Базеле и победила на панамериканском первенстве в Санто-Доминго. Вскоре по окончании этих соревнований приняла решение завершить карьеру профессиональной спортсменки, уступив место в сборной молодым кубинским дзюдоисткам.